# فينث
فينث هو ممثل هندي، ولد في 23 أغسطس 1969 بكيرلا في الهند.

## وصلات خارجية
- فينث على موقع IMDb (الإنجليزية)
- فينث على موقع أول موفي (الإنجليزية)
- فينث على موقع قاعدة بيانات الفيلم (الإنجليزية)